# Karel De Gucht
Karel De Gucht (Overmere, 27 de enero de 1954) es un político europeo de origen belga, exministro de Asuntos Exteriores de su país, excomisario europeo de Desarrollo y Ayuda Humanitaria y actual Comisario europeo de Comercio en la Comisión Barroso II.